# Élisabeth Quin
Pour les articles homonymes, voir Quin.
Élisabeth Quin (/kɛ̃/), née le 23 mars 1963 à Paris, est une journaliste et écrivaine française.
Elle est l'auteur de plusieurs livres. En tant que journaliste, elle a travaillé à la fois pour la radio, la télévision et la presse écrite, se spécialisant notamment dans le cinéma et la mode. Elle présente depuis 2012 l'émission 28 minutes sur Arte. Ponctuellement, elle est également actrice.

## Biographie

### Jeunesse et formation
Née avec un demi-frère et une demi-sœur d'une mère au foyer et d'un père « qui travaille dans le vin », Élisabeth Quin fait des études de chinois et de lettres.

### Parcours professionnel
Élisabeth Quin fait ses premiers pas sur « Ça bouge dans ma tête », radio FM associative créée par SOS Racisme en 1986 et transformée ensuite en Oui FM, pour laquelle elle travaille également, avant de rejoindre Radio Nova où elle anime l'ouverture d'antenne le matin puis RTL où elle collabore avec Remo Forlani pour animer les émissions consacrées au cinéma. Cette émission marque le début d'une spécialisation dans l'univers du septième art pour la journaliste. Elle fait en particulier partie des critiques de cinéma dans l'émission Le Masque et la Plume sur France Inter.
Elle anime ou collabore à des émissions cinématographiques et culturelles, telles Rappetout présentée par Bernard Rapp sur France 3, Comme au cinéma sur France 2, avant de rejoindre la chaine Paris Première et les émissions Rive droite / Rive gauche animée par Thierry Ardisson, puis Courts particuliers, Ça balance à Paris et enfin CinéQuin. 
Elle est éditorialiste mode à Madame Figaro.
Elle est nommée en 2009, par Christian Estrosi, chargée de mission pour les industries de haute couture et du prêt-à-porter.
Depuis janvier 2012, elle présente 28 minutes, le magazine d'information quotidien sur la chaîne Arte. En 2019, dans son récit personnel intitulé La nuit se lève, elle révèle qu'elle est atteinte d'un double glaucome, qui lui fait perdre progressivement la vue,.

### Membre de jurys
- Elle est membre du jury du Grand prix de l'héroïne Madame Figaro[10].
- Elle est la présidente du jury du Festival « Close Up », édition 2009, consacré aux jeunes talents du cinéma[11].
- Elle est la présidente du jury de l'édition 2011 de la Queer Palm attribuée à Cannes pour les films promouvant la cause LGBT, « combat qui [la] motive »[12].

### Vie privée
En 2003, elle a adopté une fille originaire du Cambodge. Elle est mariée avec le journaliste et écrivain François Armanet.

## Publications

### Romans
Les romans Tu n'es pas la fille de ta mère et La nuit se lève sont autobiographiques.
- La Peau dure, Grasset, 2002.
- Tu n'es pas la fille de ta mère, Paris, Grasset, 2004, 233 p. (ISBN 2-246-65661-3 et 9782246656616, OCLC 418245119, lire en ligne)
- Pierre dans le loup, avec Thomas Perino, Seuil Jeunesse, 2006.
- Bel de nuit, Gérald Nanty, Grasset, 2007.
- La nuit se lève, Paris/58-Clamecy, Grasset, 9 janvier 2019, 144 p. (ISBN 978-2-246-85610-8, lire en ligne)

### Ouvrages sur le cinéma
- Cannes. Ils & elles ont fait le festival, avec Noël Simsolo, Cahiers du cinéma, 2007.
- Préface à 501 réalisateurs, sous la direction de Steven Jay Schneider, Omnibus, 2009.

### Ouvrages sur les arts et la mode
- Dreams are my Reality, catalogue d'exposition, collectif, Fondation Atelier de Sèvres, 2005.
- Le Livre des vanités, Editions du Regard, 2008[15],[16] qui a donné lieu à une exposition au musée Maillol intitulée « C'est la vie ! Vanités de Pompéi à Damien Hirst », de février à juin 2010 .
- Karl Lagerfeld, parcours de travail, catalogue d'exposition, collectif, Maison européenne de la photographie, 2010.
- C'est la vie ! Vanités de Pompéi à Damien Hirst, collectif, Flammarion, 2010.
- Le Détail qui tue (avec François Armanet), Flammarion, 2013[17].

### Ouvrage sur le théâtre
- Colette et l'amour, avec Judith Magre et Philippe Tesson, au Théâtre de Poche, à Paris (printemps 2017).

## Filmographie

### Fictions
- 2002 : Fais-moi rêver de Jacky Katu : la présentatrice télé
- 2004 : Elle critique tout ! d'Alain Riou : Maud Roche
- 2007 : Tous les hommes sont des romans d'Alain Riou et Renan Pollès : Ève
- 2008 : Ça se soigne ? de Laurent Chouchan : Catherine Blois
- 2017 : D'après une histoire vraie de Roman Polanski : la journaliste
- 2024 : Le Dernier souffle de Costa-Gavras : la journaliste

### Documentaires
- 1996 : Douglas Fairbanks : la marque de Fairbanks de Christophe Champclaux : récitante (voix)
- 2009 : La Traversée du désir d'Arielle Dombasle : elle-même
- 2019 : Haut les filles de François Armanet : narratrice (voix)

## Théâtre
Elle a joué dans une pièce :
- 2017 : Colette et l'amour, de Philippe Tesson, Théâtre de Poche Montparnasse